# Alchemilla gemmia
Alchemilla gemmia é uma espécie de rosácea do gênero Alchemilla, pertencente à família Rosaceae.